# Битва при Андернахе (939)
Битва при Андернахе между союзниками и противниками короля Германии Оттона I состоялась 2 октября 939 года в Андернахе (нем. Andernach) на реке Рейн и завершилась разгромным поражением восставших и гибелью их лидеров.

## Предыстория
Герцог Франконии Эберхард, из династии Конрадинов, был лояльным сторонником представителя Людольфингов короля Германии Генриха I (919—936). Однако после смерти короля он вскоре вступил в конфликт с его сыном и преемником Оттоном I, который не видел себя, как его отец, как primus inter pares «первый среди равных». После того, как Эберхард и другие князья отказались принести оммаж Оттону в 937 году его противники присоединились к Эберхарду. В 938 году он восстал вместе со старшим сводным братом Оттона Танкмаром и герцогом Эберхардом Баварским. Однако вскоре Танкмар был убит сторонниками Оттона в церкви Эресбурга (938), а Эберхарда Баварского сменил его дядя Бертольд. После недолгого примирения с Оттоном Эберхард в 939 году вступил в союз с Гизельбертом Лотарингским и младшим братом Оттона Генрихом, чтобы возобновить восстание. Гизельберт, герцог Лотарингии с 928 года, который также был лояльным во время правления Генриха I, в это время попытался уйти из сферы влияния своего зятя и вступил в союз с новым королём Западно-Франкского королевства Людовиком IV, присоединившись к восстанию во главе с Генрихом Баварским и Эберхардом Франкским.

## Восстание 939 года
Король Оттон добился сначала победы над мятежниками в битве при Биртене неподалёку от Ксантена, хотя мог только молиться и наблюдать на другой стороне Рейна. Тем не менее он не смог захватить заговорщиков. Тем временем Гизельберт и Эберхард пошли на юг и опустошили территории королевских графств. Они получили поддержку от Людовика IV, от зятя Оттона Гуго Великого и других важных западно-франкских правителей. Когда Оттон осадил Брайзах, повстанцы продвинулись от Меца до Рейна и пересекли его у Андернаха.

## Битва
После того, как армия прошла после грабежей через Нижний Лангау, она снова начала переправу, с добычей, через Рейн со стороны Андернаха. Гизельберт и Эберхард были удивлены двумя графами-роялистами, Конрадом Курцбольдом, графом Нижнего Лангау, и его двоюродным братом Удо, графом Веттерау и Рейнгау. Хотя Конрадины и двоюродные братья Эберхарда стояли оба на стороне Оттона, они последовали за повстанцами, с небольшой армией, и атаковали только тогда, когда большинство противостоящей армии уже переплыло на своих лодках через Рейн. Эберхард был убит в бою после отчаянного сопротивления, а Гизельберт утонул в Рейне, когда попытался бежать на другую сторону, и его переполненная людьми лодка затонула. Так закончился их мятеж против Оттона I.

## Последствия
После битвы, и гибели двух герцогов, Лотарингия была передана Генриху младшему брату Оттона, а Франконию король оставил за собой.